# Satyria leptantha
Satyria leptantha är en ljungväxtart som beskrevs av A. C. Smith. Satyria leptantha ingår i släktet Satyria och familjen ljungväxter. Inga underarter finns listade i Catalogue of Life.